# Зелената шапка
„Зелената шапка“ е български телевизионен филм (психологическа драма) от 1983 година по сценарий и режисура на Маргарита Вълкова. Оператор е Николай Лазаров. Музиката във филма е композирана от Георги Минчев, а художник е Радостин Чомаков.

## Актьорски състав
| В главните роли | Изпълнител       |
| --------------- | ---------------- |
| актьорът        | Антоний Генов    |
|                 | Румяна Николаева |
|                 | Светла Славова   |
|                 | Натали Дончева   |